# Estany de Planès
L'Estany de Planès és un estany d'origen glacial del terme comunal de Planès, a la comarca del Conflent, de la Catalunya del Nord.
Éstà situat a l'extrem sud del terme, al sud-oest del Serrat de les Esques i del Pic de l'Orri, al nord-est del Cambra d'Ase i al sud-est del Puig de l'Home Mort. Al costat nord-oest de l'estany hi ha l'Orri de la Pleta dels Pastors.
Aquest estany és escenari freqüent de rutes excursionistes per aquesta zona dels Pirineus. Aquests rutes solen incloure o bé el Pic de l'Orri, o bé l'l'Estany de Planès.